# حتیته الترکمان
حتیته الترکمان (به عربی: حتيتة التركمان) یک روستا در سوریه است که در منطقه دوما واقع شده‌است.
 حتیته الترکمان  ۴٬۸۰۰ نفر جمعیت دارد.